# European Rugby Champions Cup 2015/16
Der European Rugby Champions Cup 2015/16 war die zweite Ausgabe des European Rugby Champions Cup, des wichtigsten europäischen Pokalwettbewerbs im Rugby Union. Es waren 20 Teams aus sechs Ländern beteiligt. Der Wettbewerb begann am 13. November 2015 und das Finale fand am 14. Mai 2016 im Parc Olympique Lyonnais in Décines-Charpieu, einer Nachbargemeinde der Stadt Lyon statt. Den Titel gewannen zum ersten Mal die Saracens aus England.

## Teilnehmer
Teilnahmeberechtigt waren folgende Teams:
- die sechs Bestplatzierten der English Premiership in England
- die sechs Bestplatzierten der Top 14 in Frankreich
- von der Pro12 jeweils das bestplatzierte Team aus Italien, Irland, Schottland und Wales
- zusätzlich von der Pro12 die drei besten, noch nicht berücksichtigten Teams gemäß Tabellenplatz
- der Gewinner eines Play-offs, in dem der Achtplatzierte der Premiership und Pro12, sowie der Siebtplatzierte der Top 14 teilnehmen

## Modus
Es gab fünf Gruppen mit je vier Teams. Jedes Team spielte je ein Heim- und ein Auswärtsspiel gegen die drei Gruppengegner. In der Gruppenphase erhielten die Teams:
- vier Punkte für einen Sieg
- zwei Punkte für ein Unentschieden
- einen Bonuspunkt bei vier oder mehr Versuchen
- einen Bonuspunkt bei einer Niederlage mit sieben oder weniger Punkten Differenz

Für das Viertelfinale qualifizierten sich die fünf Gruppensieger (nach Anzahl gewonnener Punkte auf den Plätzen 1–5 klassiert) und die drei besten Gruppenzweiten (auf den Plätzen 6–8 klassiert). Teams auf den Plätzen 1–4 hatten im Viertelfinale Heimrecht. Es spielten der Erste gegen den Achten, der Zweite gegen den Siebten, der Dritte gegen den Sechsten und der Vierte gegen den Fünften.

## Play-off
Die erste Runde fand zwischen dem Achtplatzierten der Premiership und dem Achtplatzierten der Pro12 statt, weil die französische Top 14 noch nicht beendet war. Dieses Jahr hatte aber der Neuntplatzierte Gloucester Rugby an dem Play-off teilgenommen, weil der Klub den European Rugby Challenge Cup der letzten Saison gewann.
| 24. Mai 2015 15:30 WESZ | Gloucester Rugby | 40 : 32 n. V. | Connacht Rugby | Kingsholm Stadium, Gloucester Zuschauer: 7.633 Schiedsrichter: Romain Poite (Frankreich) |
| 24. Mai 2015 15:30 WESZ | (15:17) Bericht  |               |                | Kingsholm Stadium, Gloucester Zuschauer: 7.633 Schiedsrichter: Romain Poite (Frankreich) |

Der Sieger der ersten Runde traf auf den Siebtplatzierten der Top 14, um den 20. Teilnehmer zu ermitteln.
| 31. Mai 2015 17:00 WESZ | Gloucester Rugby | 22 : 23 | Union Bordeaux Bègles | Sixways Stadium, Worcester Zuschauer: 5.447 Schiedsrichter: Leighton Hodges (Wales) |
| 31. Mai 2015 17:00 WESZ | (19:13) Bericht  |         |                       | Sixways Stadium, Worcester Zuschauer: 5.447 Schiedsrichter: Leighton Hodges (Wales) |

## Auslosung
Die Teilnehmer werden am 17. Juni 2015 im Stade de la Maladière in Neuchâtel den Vorrundengruppen zugelost. Die Setzreihenfolge basierte auf der Leistung in den jeweiligen Meisterschaften.
| Topf 1 | Saracens           | Stade Français | Glasgow Warriors | ASM Clermont Auvergne  | Bath Rugby            |
| Topf 2 | Northampton Saints | RC Toulon      | Ospreys          | Munster Rugby          | Ulster Rugby          |
| Topf 3 | Exeter Chiefs      | Racing 92      | Leinster Rugby   | Stade Toulousain       | Leicester Tigers      |
| Topf 4 | Wasps RFC          | US Oyonnax     | Scarlets         | Benetton Rugby Treviso | Union Bordeaux Bègles |

## Gruppenphase

### Gruppe 1
|    | Team             | Spiele | Siege | Unent. | Ndlg. | Spiel- punkte | Diff. | Bonus- punkte | Tabellen- punkte |
| -- | ---------------- | ------ | ----- | ------ | ----- | ------------- | ----- | ------------- | ---------------- |
| 1. | Saracens         | 6      | 6     | 0      | 0     | 220:73        | + 147 | 4             | 28               |
| 2. | Ulster Rugby     | 6      | 4     | 0      | 2     | 169:109       | + 60  | 2             | 18               |
| 3. | US Oyonnax       | 6      | 1     | 0      | 5     | 99:218        | − 119 | 3             | 7                |
| 4. | Stade Toulousain | 6      | 1     | 0      | 5     | 85:173        | − 88  | 1             | 5                |

| 14. November 2015 17:15 WEZ | Saracens       | 32 : 7 | Stade Toulousain | Allianz Park, London Zuschauer: 9.674 Schiedsrichter: George Clancy (Irland) |
| 14. November 2015 17:15 WEZ | (27:0) Bericht |        |                  | Allianz Park, London Zuschauer: 9.674 Schiedsrichter: George Clancy (Irland) |

| 20. November 2015 19:45 WEZ | Ulster Rugby  | 9 : 27 | Saracens | Ravenhill Stadium, Belfast Zuschauer: 17.209 Schiedsrichter: Romain Poite (Frankreich) |
| 20. November 2015 19:45 WEZ | (9:5) Bericht |        |          | Ravenhill Stadium, Belfast Zuschauer: 17.209 Schiedsrichter: Romain Poite (Frankreich) |

| 21. November 2015 16:15 MEZ | Stade Toulousain | 24 : 18 | US Oyonnax | Stade Ernest-Wallon, Toulouse Zuschauer: 10.469 Schiedsrichter: Matthew Carley (England) |
| 21. November 2015 16:15 MEZ | (3:6) Bericht    |         |            | Stade Ernest-Wallon, Toulouse Zuschauer: 10.469 Schiedsrichter: Matthew Carley (England) |

| 11. Dezember 2015 19:45 WEZ | Ulster Rugby   | 38 : 0 | Stade Toulousain | Ravenhill Stadium, Belfast Zuschauer: 16.016 Schiedsrichter: Wayne Barnes (England) |
| 11. Dezember 2015 19:45 WEZ | (17:0) Bericht |        |                  | Ravenhill Stadium, Belfast Zuschauer: 16.016 Schiedsrichter: Wayne Barnes (England) |

| 13. Dezember 2015 14:00 MEZ | US Oyonnax     | 10 : 45 | Saracens | Stade Charles-Mathon, Oyonnax Zuschauer: 8.800 Schiedsrichter: Marius Mitrea (Italien) |
| 13. Dezember 2015 14:00 MEZ | (3:24) Bericht |         |          | Stade Charles-Mathon, Oyonnax Zuschauer: 8.800 Schiedsrichter: Marius Mitrea (Italien) |

| 19. Dezember 2015 13:00 WEZ | Saracens       | 55 : 13 | US Oyonnax | Allianz Park, London Zuschauer: 9.207 Schiedsrichter: George Clancy (Irland) |
| 19. Dezember 2015 13:00 WEZ | (20:6) Bericht |         |            | Allianz Park, London Zuschauer: 9.207 Schiedsrichter: George Clancy (Irland) |

| 20. Dezember 2015 14:00 MEZ | Stade Toulousain | 23 : 25 | Ulster Rugby | Stade Ernest-Wallon, Toulouse Zuschauer: 13.852 Schiedsrichter: JP Doyle (England) |
| 20. Dezember 2015 14:00 MEZ | (3:10) Bericht   |         |              | Stade Ernest-Wallon, Toulouse Zuschauer: 13.852 Schiedsrichter: JP Doyle (England) |

| 10. Januar 2016 1 14:00 MEZ | US Oyonnax     | 23 : 24 | Ulster Rugby | Stade Charles-Mathon, Oyonnax Zuschauer: 7.500 Schiedsrichter: Luke Pearce (England) |
| 10. Januar 2016 1 14:00 MEZ | (23:0) Bericht |         |              | Stade Charles-Mathon, Oyonnax Zuschauer: 7.500 Schiedsrichter: Luke Pearce (England) |

| 16. Januar 2016 15:15 WEZ | Saracens       | 33 : 17 | Ulster Rugby | Allianz Park, London Zuschauer: 9.642 Schiedsrichter: Jérôme Garcès (Frankreich) |
| 16. Januar 2016 15:15 WEZ | (13:7) Bericht |         |              | Allianz Park, London Zuschauer: 9.642 Schiedsrichter: Jérôme Garcès (Frankreich) |

| 16. Januar 2016 16:15 MEZ | US Oyonnax     | 32 : 14 | Stade Toulousain | Stade Charles-Mathon, Oyonnax Zuschauer: 7.200 Schiedsrichter: Greg Garner (England) |
| 16. Januar 2016 16:15 MEZ | (17:7) Bericht |         |                  | Stade Charles-Mathon, Oyonnax Zuschauer: 7.200 Schiedsrichter: Greg Garner (England) |

| 23. Januar 2016 13:00 WEZ | Ulster Rugby   | 56 : 3 | US Oyonnax | Ravenhill Stadium, Belfast Zuschauer: 15.108 Schiedsrichter: Marius Mitrea (Italien) |
| 23. Januar 2016 13:00 WEZ | (28:3) Bericht |        |            | Ravenhill Stadium, Belfast Zuschauer: 15.108 Schiedsrichter: Marius Mitrea (Italien) |

| 23. Januar 2016 14:00 MEZ | Stade Toulousain | 17 : 28 | Saracens | Stade Ernest-Wallon, Toulouse Zuschauer: 12.498 Schiedsrichter: Nigel Owens (Wales) |
| 23. Januar 2016 14:00 MEZ | (7:9) Bericht    |         |          | Stade Ernest-Wallon, Toulouse Zuschauer: 12.498 Schiedsrichter: Nigel Owens (Wales) |

### Gruppe 2
|    | Team                  | Spiele | Siege | Unent. | Ndlg. | Spiel- punkte | Diff. | Bonus- punkte | Tabellen- punkte |
| -- | --------------------- | ------ | ----- | ------ | ----- | ------------- | ----- | ------------- | ---------------- |
| 1. | Exeter Chiefs         | 6      | 3     | 0      | 3     | 148:151       | − 3   | 4             | 16               |
| 2. | Union Bordeaux Bègles | 6      | 3     | 0      | 3     | 149:163       | − 14  | 4             | 16               |
| 3. | Ospreys               | 6      | 3     | 0      | 3     | 138:142       | − 4   | 4             | 16               |
| 4. | ASM Clermont Auvergne | 6      | 3     | 0      | 3     | 159:138       | + 21  | 3             | 15               |

| 15. November 2015 17:15 WEZ | Ospreys        | 25 : 13 | Exeter Chiefs | Liberty Stadium, Swansea Zuschauer: 7.969 Schiedsrichter: Marius Mitrea (Italien) |
| 15. November 2015 17:15 WEZ | (6:10) Bericht |         |               | Liberty Stadium, Swansea Zuschauer: 7.969 Schiedsrichter: Marius Mitrea (Italien) |

| 21. November 2015 19:15 WEZ | Exeter Chiefs  | 34 : 19 | Union Bordeaux Bègles | Sandy Park, Exeter Zuschauer: 9.577 Schiedsrichter: Leighton Hodges (Wales) |
| 21. November 2015 19:15 WEZ | (21:7) Bericht |         |                       | Sandy Park, Exeter Zuschauer: 9.577 Schiedsrichter: Leighton Hodges (Wales) |

| 22. November 2015 14:00 MEZ | ASM Clermont Auvergne | 34 : 29 | Ospreys | Stade Marcel-Michelin, Clermont-Ferrand Zuschauer: 16.838 Schiedsrichter: George Clancy (Irland) |
| 22. November 2015 14:00 MEZ | (20:3) Bericht        |         |         | Stade Marcel-Michelin, Clermont-Ferrand Zuschauer: 16.838 Schiedsrichter: George Clancy (Irland) |

| 12. Dezember 2015 17:15 WEZ | Ospreys        | 19 : 16 | Union Bordeaux Bègles | Liberty Stadium, Swansea Zuschauer: 8.733 Schiedsrichter: JP Doyle (England) |
| 12. Dezember 2015 17:15 WEZ | (9:13) Bericht |         |                       | Liberty Stadium, Swansea Zuschauer: 8.733 Schiedsrichter: JP Doyle (England) |

| 12. Dezember 2015 17:15 WEZ | Exeter Chiefs   | 31 : 14 | ASM Clermont Auvergne | Sandy Park, Exeter Zuschauer: 10.930 Schiedsrichter: John Lacey (Irland) |
| 12. Dezember 2015 17:15 WEZ | (10:14) Bericht |         |                       | Sandy Park, Exeter Zuschauer: 10.930 Schiedsrichter: John Lacey (Irland) |

| 19. Dezember 2015 18:15 MEZ | Union Bordeaux Bègles | 33 : 27 | Ospreys | Stade Chaban-Delmas, Bordeaux Zuschauer: 20.152 Schiedsrichter: Luke Pearce (England) |
| 19. Dezember 2015 18:15 MEZ | (25:10) Bericht       |         |         | Stade Chaban-Delmas, Bordeaux Zuschauer: 20.152 Schiedsrichter: Luke Pearce (England) |

| 20. Dezember 2015 16:15 MEZ | ASM Clermont Auvergne | 42 : 10 | Exeter Chiefs | Stade Marcel-Michelin, Clermont-Ferrand Zuschauer: 16.768 Schiedsrichter: Marius Mitrea (Italien) |
| 20. Dezember 2015 16:15 MEZ | (21:3) Bericht        |         |               | Stade Marcel-Michelin, Clermont-Ferrand Zuschauer: 16.768 Schiedsrichter: Marius Mitrea (Italien) |

| 8. Januar 2016 1 20:45 MEZ | Union Bordeaux Bègles | 10 : 28 | ASM Clermont Auvergne | Stade Chaban-Delmas, Bordeaux Zuschauer: 28.483 Schiedsrichter: Peter Fitzgibbon (Irland) |
| 8. Januar 2016 1 20:45 MEZ | (10:17) Bericht       |         |                       | Stade Chaban-Delmas, Bordeaux Zuschauer: 28.483 Schiedsrichter: Peter Fitzgibbon (Irland) |

| 15. Januar 2016 19:45 WEZ | Ospreys        | 21 : 13 | ASM Clermont Auvergne | Liberty Stadium, Swansea Zuschauer: 9.479 Schiedsrichter: Wayne Barnes (England) |
| 15. Januar 2016 19:45 WEZ | (6:13) Bericht |         |                       | Liberty Stadium, Swansea Zuschauer: 9.479 Schiedsrichter: Wayne Barnes (England) |

| 16. Januar 2016 14:00 MEZ | Union Bordeaux Bègles | 34 : 27 | Exeter Chiefs | Stade Chaban-Delmas, Bordeaux Zuschauer: 17.233 Schiedsrichter: John Lacey (Irland) |
| 16. Januar 2016 14:00 MEZ | (20:20) Bericht       |         |               | Stade Chaban-Delmas, Bordeaux Zuschauer: 17.233 Schiedsrichter: John Lacey (Irland) |

| 24. Januar 2016 15:15 WEZ | Exeter Chiefs  | 33 : 17 | Ospreys | Sandy Park, Exeter Zuschauer: 11.415 Schiedsrichter: Jérôme Garcès (Frankreich) |
| 24. Januar 2016 15:15 WEZ | (14:7) Bericht |         |         | Sandy Park, Exeter Zuschauer: 11.415 Schiedsrichter: Jérôme Garcès (Frankreich) |

| 24. Januar 2016 16:15 MEZ | ASM Clermont Auvergne | 28 : 37 | Union Bordeaux Bègles | Stade Marcel-Michelin, Clermont-Ferrand Zuschauer: 15.702 Schiedsrichter: JP Doyle (England) |
| 24. Januar 2016 16:15 MEZ | (14:17) Bericht       |         |                       | Stade Marcel-Michelin, Clermont-Ferrand Zuschauer: 15.702 Schiedsrichter: JP Doyle (England) |

### Gruppe 3
|    | Team               | Spiele | Siege | Unent. | Ndlg. | Spiel- punkte | Diff. | Bonus- punkte | Tabellen- punkte |
| -- | ------------------ | ------ | ----- | ------ | ----- | ------------- | ----- | ------------- | ---------------- |
| 1. | Racing 92          | 6      | 4     | 1      | 1     | 174:70        | + 104 | 4             | 22               |
| 2. | Northampton Saints | 6      | 4     | 1      | 1     | 94:93         | + 1   | 1             | 19               |
| 3. | Glasgow Warriors   | 6      | 3     | 0      | 3     | 114:96        | + 18  | 2             | 14               |
| 4. | Scarlets           | 6      | 0     | 0      | 6     | 59:182        | − 123 | 2             | 2                |

| 14. November 2015 19:45 WEZ | Northampton Saints | 15 : 11 | Scarlets | Franklin’s Gardens, Northampton Zuschauer: 14.512 Schiedsrichter: Romain Poite (Frankreich) |
| 14. November 2015 19:45 WEZ | (7:6) Bericht      |         |          | Franklin’s Gardens, Northampton Zuschauer: 14.512 Schiedsrichter: Romain Poite (Frankreich) |

| 21. November 2015 17:15 WEZ | Scarlets       | 12 : 29 | Racing 92 | Parc y Scarlets, Llanelli Zuschauer: 8.512 Schiedsrichter: Greg Garner (England) |
| 21. November 2015 17:15 WEZ | (0:26) Bericht |         |           | Parc y Scarlets, Llanelli Zuschauer: 8.512 Schiedsrichter: Greg Garner (England) |

| 21. November 2015 17:15 WEZ | Glasgow Warriors | 15 : 26 | Northampton Saints | Scotstoun Stadium, Glasgow Zuschauer: 6.800 Schiedsrichter: Pascal Gaüzère (Frankreich) |
| 21. November 2015 17:15 WEZ | (10:21) Bericht  |         |                    | Scotstoun Stadium, Glasgow Zuschauer: 6.800 Schiedsrichter: Pascal Gaüzère (Frankreich) |

| 12. Dezember 2015 13:00 WEZ | Glasgow Warriors | 43 : 6 | Scarlets | Scotstoun Stadium, Glasgow Zuschauer: 6.576 Schiedsrichter: Mathieu Raynal (Frankreich) |
| 12. Dezember 2015 13:00 WEZ | (10:3) Bericht   |        |          | Scotstoun Stadium, Glasgow Zuschauer: 6.576 Schiedsrichter: Mathieu Raynal (Frankreich) |

| 12. Dezember 2015 16:15 MEZ | Racing 92      | 33 : 3 | Northampton Saints | Stade Olympique Yves-du-Manoir, Colombes Zuschauer: 8.733 Schiedsrichter: George Clancy (Irland) |
| 12. Dezember 2015 16:15 MEZ | (21:3) Bericht |        |                    | Stade Olympique Yves-du-Manoir, Colombes Zuschauer: 8.733 Schiedsrichter: George Clancy (Irland) |

| 18. Dezember 2015 19:45 WEZ | Northampton Saints | 9 : 9 | Racing 92 | Franklin’s Gardens, Northampton Zuschauer: 15.064 Schiedsrichter: Nigel Owens (Wales) |
| 18. Dezember 2015 19:45 WEZ | (3:6) Bericht      |       |           | Franklin’s Gardens, Northampton Zuschauer: 15.064 Schiedsrichter: Nigel Owens (Wales) |

| 19. Dezember 2015 19:45 WEZ | Scarlets      | 6 : 9 | Glasgow Warriors | Parc y Scarlets, Llanelli Zuschauer: 5.767 Schiedsrichter: Pascal Gaüzère (Frankreich) |
| 19. Dezember 2015 19:45 WEZ | (0:6) Bericht |       |                  | Parc y Scarlets, Llanelli Zuschauer: 5.767 Schiedsrichter: Pascal Gaüzère (Frankreich) |

| 9. Januar 2016 1 14:00 MEZ | Racing 92      | 34 : 10 | Glasgow Warriors | Stade Olympique Yves-du-Manoir, Colombes Zuschauer: 8.133 Schiedsrichter: John Lacey (Irland) |
| 9. Januar 2016 1 14:00 MEZ | (13:3) Bericht |         |                  | Stade Olympique Yves-du-Manoir, Colombes Zuschauer: 8.133 Schiedsrichter: John Lacey (Irland) |

| 17. Januar 2016 14:00 MEZ | Racing 92      | 64 : 14 | Scarlets | Stade Olympique Yves-du-Manoir, Colombes Zuschauer: 6.931 Schiedsrichter: Matthew Carley (England) |
| 17. Januar 2016 14:00 MEZ | (38:0) Bericht |         |          | Stade Olympique Yves-du-Manoir, Colombes Zuschauer: 6.931 Schiedsrichter: Matthew Carley (England) |

| 17. Januar 2016 17:30 WEZ | Northampton Saints | 19 : 15 | Glasgow Warriors | Franklin’s Gardens, Northampton Zuschauer: 14.874 Schiedsrichter: Romain Poite (Frankreich) |
| 17. Januar 2016 17:30 WEZ | (7:6) Bericht      |         |                  | Franklin’s Gardens, Northampton Zuschauer: 14.874 Schiedsrichter: Romain Poite (Frankreich) |

| 23. Januar 2016 17:30 WEZ | Glasgow Warriors | 22 : 5 | Racing 92 | Scotstoun Stadium, Glasgow Zuschauer: 9.063 Schiedsrichter: Wayne Barnes (England) |
| 23. Januar 2016 17:30 WEZ | (3:0) Bericht    |        |           | Scotstoun Stadium, Glasgow Zuschauer: 9.063 Schiedsrichter: Wayne Barnes (England) |

| 23. Januar 2016 17:30 WEZ | Scarlets       | 10 : 22 | Northampton Saints | Parc y Scarlets, Llanelli Zuschauer: 6.823 Schiedsrichter: Pascal Gaüzère(Frankreich) |
| 23. Januar 2016 17:30 WEZ | (3:12) Bericht |         |                    | Parc y Scarlets, Llanelli Zuschauer: 6.823 Schiedsrichter: Pascal Gaüzère(Frankreich) |

### Gruppe 4
|    | Team                   | Spiele | Siege | Unent. | Ndlg. | Spiel- punkte | Diff. | Bonus- punkte | Tabellen- punkte |
| -- | ---------------------- | ------ | ----- | ------ | ----- | ------------- | ----- | ------------- | ---------------- |
| 1. | Leicester Tigers       | 6      | 5     | 0      | 1     | 185:91        | + 94  | 3             | 23               |
| 2. | Stade Français         | 6      | 4     | 0      | 2     | 186:118       | + 68  | 3             | 19               |
| 3. | Munster Rugby          | 6      | 3     | 0      | 3     | 118:100       | + 18  | 3             | 15               |
| 4. | Benetton Rugby Treviso | 6      | 0     | 0      | 6     | 53:233        | − 180 | 0             | 0                |

| 13. November 2015 19:45 WEZ | Leicester Tigers | 33 : 20 | Stade Français | Welford Road Stadium, Leicester Zuschauer: 20.286 Schiedsrichter: Mathieu Raynal (Frankreich) |
| 13. November 2015 19:45 WEZ | (12:8) Bericht   |         |                | Welford Road Stadium, Leicester Zuschauer: 20.286 Schiedsrichter: Mathieu Raynal (Frankreich) |

| 14. November 2015 17:15 WEZ | Munster Rugby  | 32 : 7 | Benetton Rugby Treviso | Thomond Park, Limerick Zuschauer: 17.763 Schiedsrichter: Matthew Carley (England) |
| 14. November 2015 17:15 WEZ | (10:7) Bericht |        |                        | Thomond Park, Limerick Zuschauer: 17.763 Schiedsrichter: Matthew Carley (England) |

| 21. November 2015 14:00 MEZ | Benetton Rugby Treviso | 3 : 36 | Leicester Tigers | Stadio Comunale di Monigo, Treviso Zuschauer: 2.300 Schiedsrichter: Mathieu Raynal (Frankreich) |
| 21. November 2015 14:00 MEZ | (3:22) Bericht         |        |                  | Stadio Comunale di Monigo, Treviso Zuschauer: 2.300 Schiedsrichter: Mathieu Raynal (Frankreich) |

| 12. Dezember 2015 16:15 MEZ | Benetton Rugby Treviso | 17 : 50 | Stade Français | Stadio Comunale di Monigo, Treviso Zuschauer: 4.600 Schiedsrichter: Matthew Carley (England) |
| 12. Dezember 2015 16:15 MEZ | (0:36) Bericht         |         |                | Stadio Comunale di Monigo, Treviso Zuschauer: 4.600 Schiedsrichter: Matthew Carley (England) |

| 12. Dezember 2015 19:45 WEZ | Munster Rugby  | 19 : 31 | Leicester Tigers | Thomond Park, Limerick Zuschauer: 22.261 Schiedsrichter: Romain Poite (Frankreich) |
| 12. Dezember 2015 19:45 WEZ | (6:18) Bericht |         |                  | Thomond Park, Limerick Zuschauer: 22.261 Schiedsrichter: Romain Poite (Frankreich) |

| 19. Dezember 2015 16:15 MEZ | Stade Français | 40 : 14 | Benetton Rugby Treviso | Stade Jean-Bouin, Paris Zuschauer: 9.785 Schiedsrichter: Greg Garner (England) |
| 19. Dezember 2015 16:15 MEZ | (21:0) Bericht |         |                        | Stade Jean-Bouin, Paris Zuschauer: 9.785 Schiedsrichter: Greg Garner (England) |

| 20. Dezember 2015 17:15 WEZ | Leicester Tigers | 17 : 6 | Munster Rugby | Welford Road Stadium, Leicester Zuschauer: 21.645 Schiedsrichter: Jérôme Garcès (Frankreich) |
| 20. Dezember 2015 17:15 WEZ | (10:6) Bericht   |        |               | Welford Road Stadium, Leicester Zuschauer: 21.645 Schiedsrichter: Jérôme Garcès (Frankreich) |

| 9. Januar 2016 1 17:45 MEZ | Stade Français | 27 : 7 | Munster Rugby | Stade Jean-Bouin, Paris Zuschauer: 13.820 Schiedsrichter: Nigel Owens (Wales) |
| 9. Januar 2016 1 17:45 MEZ | (10:0) Bericht |        |               | Stade Jean-Bouin, Paris Zuschauer: 13.820 Schiedsrichter: Nigel Owens (Wales) |

| 16. Januar 2016 13:00 WEZ | Munster Rugby  | 26 : 13 | Stade Français | Thomond Park, Limerick Zuschauer: 18.884 Schiedsrichter: JP Doyle (England) |
| 16. Januar 2016 13:00 WEZ | (12:6) Bericht |         |                | Thomond Park, Limerick Zuschauer: 18.884 Schiedsrichter: JP Doyle (England) |

| 16. Januar 2016 19:45 WEZ | Leicester Tigers | 47 : 7 | Benetton Rugby Treviso | Welford Road Stadium, Leicester Zuschauer: 19.076 Schiedsrichter: Ben Whitehouse (England) |
| 16. Januar 2016 19:45 WEZ | (28:7) Bericht   |        |                        | Welford Road Stadium, Leicester Zuschauer: 19.076 Schiedsrichter: Ben Whitehouse (England) |

| 24. Januar 2016 14:00 MEZ | Benetton Rugby Treviso | 5 : 28 | Munster Rugby | Stadio Comunale di Monigo, Treviso Zuschauer: 3.200 Schiedsrichter: Alexandre Ruiz (Frankreich) |
| 24. Januar 2016 14:00 MEZ | (5:14) Bericht         |        |               | Stadio Comunale di Monigo, Treviso Zuschauer: 3.200 Schiedsrichter: Alexandre Ruiz (Frankreich) |

| 24. Januar 2016 14:00 MEZ | Stade Français | 36 : 21 | Leicester Tigers | Stade Jean-Bouin, Paris Zuschauer: 12.073 Schiedsrichter: George Clancy (Irland) |
| 24. Januar 2016 14:00 MEZ | (19:7) Bericht |         |                  | Stade Jean-Bouin, Paris Zuschauer: 12.073 Schiedsrichter: George Clancy (Irland) |

### Gruppe 5
|    | Team           | Spiele | Siege | Unent. | Ndlg. | Spiel- punkte | Diff. | Bonus- punkte | Tabellen- punkte |
| -- | -------------- | ------ | ----- | ------ | ----- | ------------- | ----- | ------------- | ---------------- |
| 1. | Wasps RFC      | 6      | 4     | 0      | 2     | 186:72        | + 114 | 4             | 20               |
| 2. | RC Toulon      | 6      | 5     | 0      | 1     | 96:91         | + 5   | 0             | 20               |
| 3. | Bath Rugby     | 6      | 2     | 0      | 4     | 88:131        | − 43  | 2             | 10               |
| 4. | Leinster Rugby | 6      | 1     | 0      | 5     | 82:158        | − 76  | 2             | 6                |

| 15. November 2015 13:00 WEZ | Leinster Rugby | 6 : 33 | Wasps RFC | RDS Arena, Dublin Zuschauer: 16.791 Schiedsrichter: Mathieu Raynal (Frankreich) |
| 15. November 2015 13:00 WEZ | (6:16) Bericht |        |           | RDS Arena, Dublin Zuschauer: 16.791 Schiedsrichter: Mathieu Raynal (Frankreich) |

| 21. November 2015 15:15 WEZ | Bath Rugby    | 19 : 16 | Leinster Rugby | Recreation Ground, Bath Zuschauer: 13.480 Schiedsrichter: Jérôme Garcès (Frankreich) |
| 21. November 2015 15:15 WEZ | (6:3) Bericht |         |                | Recreation Ground, Bath Zuschauer: 13.480 Schiedsrichter: Jérôme Garcès (Frankreich) |

| 22. November 2015 17:15 WEZ | Wasps RFC      | 32 : 6 | RC Toulon | Ricoh Arena, Coventry Zuschauer: 20.050 Schiedsrichter: John Lacey (Irland) |
| 22. November 2015 17:15 WEZ | (20:6) Bericht |        |           | Ricoh Arena, Coventry Zuschauer: 20.050 Schiedsrichter: John Lacey (Irland) |

| 13. Dezember 2015 16:15 MEZ | RC Toulon      | 24 : 9 | Leinster Rugby | Stade Mayol, Toulon Zuschauer: 12.590 Schiedsrichter: Nigel Owens (Wales) |
| 13. Dezember 2015 16:15 MEZ | (10:9) Bericht |        |                | Stade Mayol, Toulon Zuschauer: 12.590 Schiedsrichter: Nigel Owens (Wales) |

| 13. Dezember 2015 17:15 WEZ | Wasps RFC       | 23 : 25 | Bath Rugby | Ricoh Arena, Coventry Zuschauer: 11.319 Schiedsrichter: Jérôme Garcès (Frankreich) |
| 13. Dezember 2015 17:15 WEZ | (12:15) Bericht |         |            | Ricoh Arena, Coventry Zuschauer: 11.319 Schiedsrichter: Jérôme Garcès (Frankreich) |

| 19. Dezember 2015 15:15 WEZ | Bath Rugby     | 10 : 36 | Wasps RFC | Recreation Ground, Bath Zuschauer: 12.961 Schiedsrichter: Romain Poite (Frankreich) |
| 19. Dezember 2015 15:15 WEZ | (7:23) Bericht |         |           | Recreation Ground, Bath Zuschauer: 12.961 Schiedsrichter: Romain Poite (Frankreich) |

| 19. Dezember 2015 17:15 WEZ | Leinster Rugby | 16 : 20 | RC Toulon | Aviva Stadium, Dublin Zuschauer: 44.925 Schiedsrichter: Wayne Barnes (England) |
| 19. Dezember 2015 17:15 WEZ | (16:5) Bericht |         |           | Aviva Stadium, Dublin Zuschauer: 44.925 Schiedsrichter: Wayne Barnes (England) |

| 10. Januar 2016 1 16:15 MEZ | RC Toulon     | 12 : 9 | Bath Rugby | Stade Mayol, Toulon Zuschauer: 12.772 Schiedsrichter: George Clancy (Irland) |
| 10. Januar 2016 1 16:15 MEZ | (6:6) Bericht |        |            | Stade Mayol, Toulon Zuschauer: 12.772 Schiedsrichter: George Clancy (Irland) |

| 16. Januar 2016 17:30 WEZ | Leinster Rugby | 25 : 11 | Bath Rugby | RDS Arena, Dublin Zuschauer: 14.569 Schiedsrichter: Pascal Gaüzère (Frankreich) |
| 16. Januar 2016 17:30 WEZ | (12:3) Bericht |         |            | RDS Arena, Dublin Zuschauer: 14.569 Schiedsrichter: Pascal Gaüzère (Frankreich) |

| 17. Januar 2016 16:15 MEZ | RC Toulon     | 15 : 11 | Wasps RFC | Stade Mayol, Toulon Zuschauer: 13.344 Schiedsrichter: Nigel Owens (Wales) |
| 17. Januar 2016 16:15 MEZ | (8:3) Bericht |         |           | Stade Mayol, Toulon Zuschauer: 13.344 Schiedsrichter: Nigel Owens (Wales) |

| 23. Januar 2016 15:15 WEZ | Bath Rugby     | 14 : 19 | RC Toulon | Recreation Ground, Bath Zuschauer: 13.285 Schiedsrichter: John Lacey (Irland) |
| 23. Januar 2016 15:15 WEZ | (6:11) Bericht |         |           | Recreation Ground, Bath Zuschauer: 13.285 Schiedsrichter: John Lacey (Irland) |

| 23. Januar 2016 15:15 WEZ | Wasps RFC       | 51 : 10 | Leinster Rugby | Ricoh Arena, Coventry Zuschauer: 16.519 Schiedsrichter: Mathieu Raynal (Frankreich) |
| 23. Januar 2016 15:15 WEZ | (15:10) Bericht |         |                | Ricoh Arena, Coventry Zuschauer: 16.519 Schiedsrichter: Mathieu Raynal (Frankreich) |

## K.-o.-Runde

### Setzliste
1. Saracens
2. Leicester Tigers
3. Racing 92
4. Wasps RFC
5. Exeter Chiefs
6. RC Toulon
7. Stade Français
8. Northampton Saints

### Viertelfinale
| 9. April 2016 15:15 WESZ | Wasps RFC | 25 : 24        | Exeter Chiefs | Ricoh Arena, Coventry Zuschauer: 23.866 Schiedsrichter: Romain Poite (Frankreich) |
| 9. April 2016 15:15 WESZ | Versuche: Piutau 42. n.erh., 79. erh. Halai 64. erh. Erhöhungen: Gopperth (2/3) Straftritte: Gopperth (2/3) 6., 17. | (6:14) Bericht | Versuche: Waldrom 32. erh., 36. erh. Williams 48. erh. Erhöhungen: Steenson (3/3) Straftritte: Steenson (1/1) 58. | Ricoh Arena, Coventry Zuschauer: 23.866 Schiedsrichter: Romain Poite (Frankreich) |

| 9. April 2016 17:45 WESZ | Saracens | 29 : 20        | Northampton Saints                                                                               | Allianz Park, London Zuschauer: 8.050 Schiedsrichter: Jérôme Garcès (Frankreich) |
| 9. April 2016 17:45 WESZ | Versuche: Ashton 67. erh. Wyles 76. erh. Erhöhungen: Farrell (2/2) Straftritte: Farrell (5/5) 6., 20., 51., 61., 74. | (6:10) Bericht | Versuche: Pisi 15. erh. Lawes 80. erh. Erhöhungen: Myler (2/2) Straftritte: Myler (2/4) 31., 55. | Allianz Park, London Zuschauer: 8.050 Schiedsrichter: Jérôme Garcès (Frankreich) |

| 10. April 2016 13:45 WESZ | Leicester Tigers | 41 : 13        | Stade Français                                                                    | Welford Road Stadium, Leicester Zuschauer: 20.866 Schiedsrichter: Nigel Owens (Wales) |
| 10. April 2016 13:45 WESZ | Versuche: Tuilagi 1. erh. Goneva 30. erh., 44. erh. Burns 33. erh. Fitzgerald 59. n.erh. Veainu 65. n.erh. Erhöhungen: Burns (4/4) Straftritte: Burns (1/1) 15. | (24:6) Bericht | Versuche: Dupuy 42. erh. Erhöhungen: Steyn (1/1) Straftritte: Steyn (2/3) 7., 24. | Welford Road Stadium, Leicester Zuschauer: 20.866 Schiedsrichter: Nigel Owens (Wales) |

| 10. April 2016 17:15 MESZ | Racing 92                                                                                                 | 19 : 16         | RC Toulon                                                                                      | Stade Olympique Yves-du-Manoir, Colombes Zuschauer: 15.340 Schiedsrichter: Wayne Barnes (England) |
| 10. April 2016 17:15 MESZ | Versuche: Imhoff 2. erh. Erhöhungen: Carter (1/1) Straftritte: Carter (1/1) Machenaud (3/6) 47., 51., 78. | (10:10) Bericht | Versuche: Ollivon 8. erh. Erhöhungen: Pélissié (1/1) Straftritte: Pélissié (3/5) 40., 43., 59. | Stade Olympique Yves-du-Manoir, Colombes Zuschauer: 15.340 Schiedsrichter: Wayne Barnes (England) |

### Halbfinale
| 23. April 2016 15:00 WESZ | Saracens | 24 : 17       | Wasps RFC                                                                                            | Madejski Stadium, Reading Zuschauer: 16.820 Schiedsrichter: Romain Poite (Frankreich) |
| 23. April 2016 15:00 WESZ | Versuche: Rhodes 28. n.erh. Strafversuch 72. erh. Erhöhungen: Farrell (1/2) Straftritte: Farrell (4/6) 40., 42., 46., 68. | (8:7) Bericht | Versuche: Robson 2. erh. Johnson 75. erh. Erhöhungen: Gopperth (2/2) Straftritte: Gopperth (1/1) 52. | Madejski Stadium, Reading Zuschauer: 16.820 Schiedsrichter: Romain Poite (Frankreich) |

| 24. April 2016 15:15 WESZ | Leicester Tigers                                                                                          | 16 : 19        | Racing 92 | City Ground, Nottingham Zuschauer: 22.148 Schiedsrichter: Nigel Owens (Wales) |
| 24. April 2016 15:15 WESZ | Versuche: Veainu 79. erh. Erhöhungen: Williams (1/1) Straftritte: Burns (1/1) 27. Williams (2/2) 37., 43. | (6:13) Bericht | Versuche: Machenaud 2. erh. Erhöhungen: Carter (1/1) Straftritte: Carter (3/3) 20., 39., 50. Goosen (1/2) 73. | City Ground, Nottingham Zuschauer: 22.148 Schiedsrichter: Nigel Owens (Wales) |

### Finale
| 14. Mai 2016 17:45 MESZ | Racing 92                               | 9 : 21         | Saracens                                                    | Parc Olympique Lyonnais, Décines-Charpieu Zuschauer: 58.017 Schiedsrichter: Nigel Owens (Wales) |
| 14. Mai 2016 17:45 MESZ | Straftritte: Goosen (3/3) 17., 35., 61. | (6:12) Bericht | Straftritte: Farrell (7/7) 9., 24., 31., 38., 50., 75., 78. | Parc Olympique Lyonnais, Décines-Charpieu Zuschauer: 58.017 Schiedsrichter: Nigel Owens (Wales) |

| 15                                | Brice Dulin            |     |
| 14                                | Joe Rokocoko           |     |
| 13                                | Johan Goosen           |     |
| 12                                | Alexandre Dumoulin     | 57. |
| 11                                | Juan Imhoff            |     |
| 10                                | Daniel Carter          | 42. |
| 09                                | Maxime Machenaud       | 21. |
| 08                                | Chris Masoe            |     |
| 07                                | Bernard Le Roux        | 76. |
| 06                                | Wenceslas Lauret       |     |
| 05                                | François van der Merwe | 65. |
| 04                                | Luke Charteris         |     |
| 03                                | Ben Tameifuna          | 67. |
| 02                                | Dimitri Szarzewski     | 65. |
| 01                                | Eddy Ben Arous         | 76. |
| Auswechselspieler:                |                        |     |
| 16                                | Virgile Lacombe        | 65. |
| 17                                | Chatschik Wartanow     | 76. |
| 18                                | Luc Ducalcon           | 67. |
| 19                                | Manuel Carizza         | 65. |
| 20                                | Antonie Claassen       | 76. |
| 21                                | Mike Phillips          | 21. |
| 22                                | Rémi Talès             | 42. |
| 23                                | Henry Chavancy         | 57. |
| Trainer:                          |                        |     |
| Laurent Labit und Laurent Travers |                        |     |

| 15                 | Alex Goode           |     |     |     |
| 14                 | Chris Ashton         |     |     |     |
| 13                 | Duncan Taylor        | 76. |     |     |
| 12                 | Brad Barritt         |     |     |     |
| 11                 | Chris Wyles          |     |     |     |
| 10                 | Owen Farrell         | 76. |     |     |
| 09                 | Richard Wigglesworth | 79. |     |     |
| 08                 | Billy Vunipola       | 42. | 51. |     |
| 07                 | Will Fraser          |     |     |     |
| 06                 | Michael Rhodes       | 55. |     |     |
| 05                 | George Kruis         |     |     |     |
| 04                 | Maro Itoje           | 79. |     |     |
| 03                 | Petrus du Plessis    | 67. |     |     |
| 02                 | Schalk Brits         | 22. | 31. | 52. |
| 01                 | Mako Vunipola        | 76. |     |     |
| Auswechselspieler: |                      |     |     |     |
| 16                 | Jamie George         | 22. | 31. | 52. |
| 17                 | Richard Barrington   | 76. |     |     |
| 18                 | Juan Figallo         | 67. |     |     |
| 19                 | Jim Hamilton         | 76. |     |     |
| 20                 | Jackson Wray         | 42. | 51. | 55. |
| 21                 | Ben Spencer          | 79. |     |     |
| 22                 | Charlie Hodgson      | 79. |     |     |
| 23                 | Marcelo Bosch        | 76. |     |     |
| Trainer:           |                      |     |     |     |
| Mark McCall        |                      |     |     |     |

## Statistik

### Meiste erzielte Versuche
Quelle: epcrugby.com
|    | Name            | Versuche | Verein           |
| -- | --------------- | -------- | ---------------- |
| 1. | Vereniki Goneva | 6        | Leicester Tigers |
| 1. | Thomas Waldrom  | 6        | Exeter Chiefs    |
| 3. | Chris Wyles     | 5        | Saracens         |
| 4. | Chris Ashton    | 4        | Saracens         |
| 4. | Juan Imhoff     | 4        | Racing 92        |
| 4. | Charles Piutau  | 4        | Wasps RFC        |
| 4. | Telusa Veainu   | 4        | Leicester Tigers |
| 4. | Paul Williams   | 4        | Stade Français   |

### Meiste erzielte Punkte
|    | Name           | Punkte | Verein       |
| -- | -------------- | ------ | ------------ |
| 1. | Owen Farrell   | 127    | Saracens     |
| 2. | Dan Biggar     | 73     | Ospreys      |
| 3. | Jimmy Gopperth | 68     | Wasps RFC    |
| 4. | Daniel Carter  | 56     | Racing 92    |
| 5. | Paddy Jackson  | 54     | Ulster Rugby |